# Kuková
Kuková (maďarsky Kükemező) je obec na Slovensku v okrese Svidník, v jižní části Nízkých Beskyd.

## Historie
Kuková je poprvé písemně zmíněna v roce 1342 jako Keykmezew. Ve středověku byla obec v držení jak chmeľoveckého panství, tak i místních zemanů. V roce 1427 zde bylo evidováno 24 port. V 16. století majetek přešel na rodinu Bánó, která zde zůstala největší majitelkou půdy až do roku 1945. V roce 1828 zde bylo 69 domů a 530 obyvatel, kteří byli zaměstnáni jako kožešníci, zemědělci, koláři a tkalci; v 19. století zde byly četné sady.
V období první Československé republiky zde byl velkostatek s lihovarem a třemi vodními mlýny. Po roce 1945 obyvatelé začali dojíždět za prací do průmyslových závodů v okolních městech, zejména do měst Giraltovce, Prešov a Košice.

## Pamětihodnosti a církevní stavby
- Evangelický kostel, jednolodní původně raněgotická stavba s pravoúhlým ukončením presbytáře a představenou věží, z první poloviny 14. století. Úpravami prošel po požárech v letech 1648 a 1795, kdy byl upraven klasicistně. V roce 1798 byla přistavěna věž, v roce 1801 sakristie.[2]
- Archeologická lokalita hřbitova využívaného od první poloviny 14. století. Nachází se v areálu evangelického kostela.
- Zámeček rodiny Bánó, jednopodlažní tříkřídlová dvoutraktová rokokově-klasicistní stavba, z let 1770-1780. Interiér je zaklenut pruskými klenbami, hlavní síň má zrcadlovou klenbu se štukaturami. Průčelí dominuje tříosý rizalit členěný pilastry a ukončený trojúhelníkovým štítem s tympanonem. Okna mají frontony s prohýbanými římsami a reliéfními mušlemi. Z dvorní strany se nachází portikus členěný kanelovanými sloupy. Nad středním křídlem je s manzardní střecha, nad bočními křídly valbové střechy. U zámečku se nachází klasicistní sýpka z první poloviny 19. století.[3]
- Soubor historických náhrobníků z první poloviny 19. století (na novém hřbitově).
- Moderní římskokatolický kostel Nanebevzetí Páně z roku 1997.